# Revelations (álbum)
Revelations —en español: Revelaciones— es el tercer y último álbum de la banda estadounidense Audioslave. Es un álbum con sonido un poco más experimental que los otros dos anteriores. Los otros fueron grabados con el estilo: Letra de Chris Cornell y música de Rage Against the Machine. En este se puede notar que el trabajo es más homogéneo y una mejor complementación entre los músicos (aunque fuera solo musicalmente).
La corta diferencia de tiempo entre la salida de Revelations y Out of Exile hizo surgir el rumor de que la banda quería terminar rápidamente el contrato con su disquera para que cada miembro de Audioslave tomara su camino separado. Esto se confirmó cuando Chris Cornell anunció que abandonaba al grupo. Como este hecho ocurrió pocos meses después de la salida del disco, no se pudo tocar en vivo.

## Canciones
1. "Revelations" – 4:12
2. "One and the Same" – 3:38
3. "Sound of a Gun" – 4:20
4. "Until We Fall" – 3:50
5. "Original Fire" – 3:38
6. "Broken City" – 3:48
7. "Somedays" — 3:33
8. "Shape of Things to Come" – 4:34
9. "Jewel of the Summertime" – 3:53
10. "Wide Awake" – 4:26
11. "Nothing Left to Say But Goodbye" – 3:32
12. "Moth" – 4:57

- Datos: Q1753037